# Friedrich Wilhelm Albrecht von Goldacker
Friedrich Wilhelm Albrecht von Goldacker, auch Friedrich Wilhelm Albrecht Goldacker (* 1740 in Gotha; † 22. März 1774 in Altenburg), war ein kurfürstlich-sächsischer Oberhofgerichtsassessor in Leipzig und Domherr zu Naumburg (Saale).

## Leben

### Herkunft
Friedrich Wilhelm Albrecht war Angehöriger des thüringischen Adelsgeschlechts von Goldacker, deren Vertreter bis in das 18. Jahrhundert bewusst auf das Adelspronomen von verzichteten. Er war der Sohn des 1762 verstorbenen Heinrich Alexander Wilhelm von Goldacker.

### Laufbahn
Goldacker schlug wie viele Mitglieder seiner Verwaltung eine Verwaltungslaufbahn im Dienst der sächsischen Wettiner ein und wurde Assessor am Oberhofgericht in Leipzig. Er war Beisitzer auf der adligen Bank des Oberhofgerichts. In der Messestadt Leipzig wohnte Goldacker am Neuen Markt im Haus von Dr. Apel.
In Naumburg wurde er zum evangelischen Domherren und Kapitular gewählt.
Durch den kinderlosen Tod des früheren herzoglich-sachsen-gothaischen Leutnants bei der Infanterie, Johann Wilhelm von Goldacker, am 19. Dezember 1770 erbte Friedrich Wilhelm Albrecht von Goldacker als dessen Vetter und nächster Mitbelehnter dessen Anteil an den Goldacker’schen Rittergütern Weberstedt, Allerstedt und Ufhoven und wurde somit dort auch Erb-, Lehn- und Gerichtsherr.
Friedrich Wilhelm Albrecht von Goldacker blieb unverheiratet und ohne eigene Kinder. Er starb am 22. März 1777 und aufgrund des Familienvertrages vom 14. August 1741 fiel seine Hälfte am Gut Ufhoven an Christian Wilibald Goldacker auf Weberstedt.

### Wappen
Friedrich Wilhelm Albrecht von Goldacker führte ein geteiltes Wappen. Oben in Gold ein aus der Teilung wachsender schwarzer steigender Bock mit goldenen Hörnern, unten von Silber und Rot gespalten. Auf dem Helm ein wachsender Mann mit goldenem Umhang, weißem Bart und silbern gestulpter roter Tatarenmütze. Die Decken sind rechts Schwarz-Gold und links Rot-Gold.